# Martijn Meerdink
Martijn Meerdink (ur. 15 września 1976 w Winterswijk) – holenderski piłkarz występujący na pozycji pomocnika. Obecnie jest zawodnikiem FC Groningen.

## Kariera klubowa
Meerdink profesjonalną karierę rozpoczynał w pierwszoligowym De Graafschap. W jego barwach zadebiutował 14 listopada 1998 w przegranym 2-3 ligowym pojedynku z Rodą Kerkrade. Łącznie w sezonie 1998/1999 rozegrał pięć spotkań. Od początku następnego był już podstawowym graczem ekipy ze stadionu De Vijverberg. 26 września 1999 strzelił pierwszego gola w zawodowej karierze. Było to w zremisowanym 2-2 ligowym meczu z NEC Nijmegen. W sumie w De Graafschap Meerdink grał przez cztery sezony. W tym czasie zagrał tam 86 razy i zdobył 20 bramek.
Latem 2002 odszedł do innego pierwszoligowca - AZ Alkmaar. Pierwszy występ zanotował tam 17 sierpnia 2002 w zremisowanym 3-3 ligowym spotkaniu z SC Heerenveen. W 2005 roku dotarł z klubem do półfinału Pucharu UEFA, ale uległ tam z nim w dwumeczu Sportingowi. Rok później wywalczył z klubem wicemistrzostwo Holandii. Łącznie spędził tam pięć lat. W barwach AZ rozegrał 94 spotkania i strzelił 18 goli.
W styczniu 2007 został zawodnikiem FC Groningen, podobnie jak AZ, grającego w ekstraklasie. Zadebiutował tam 2 lutego 2007 w zremisowanym 1-1 ligowym pojedynku z SC Heerenveen. W sezonie 2007/2008 grał z klubem w Pucharze UEFA, jednak zakończył go wówczas z nim już na pierwszej rundzie.

## Kariera reprezentacyjna
Meerdnik jest reprezentantem Holandii. W drużynie narodowej zadebiutował 1 marca 2006 w wygranym 1-0 towarzyskim meczu z Ekwadorem. Dotychczas było to jednak jedyne spotkanie rozegrane przez niego w kadrze.